# Коул Гокер
Коул Гокер (англ. Cole Hocker; нар. 6 червня 2001) — американський легкоатлет, який спеціалізується в бігу на середні дистанції.

## Спортивні досягнення
Олімпійський чемпіон з бігу на 1500 метрів (2024). Фіналіст (6-е місце) олімпійських змагань з бігу на 1500 метрів (2021).
Фіналіст (7-е місце) змагань з бігу на 1500 метрів на чемпіонаті світу (2023).
Срібний призер чемпіонату світу в приміщенні з бігу на 1500 метрів (2024).
Чемпіон США з бігу на 1500 метрів (2021, 2024). Чемпіон США в приміщенні з бігу на 1500 метрів (2021, 2024) та 3000 метрів (2022).